# دبيق عاري الأزهار
الدبيق عاري الأزهار (باللاتينية: Bupleurum nodiflorum) نوع نباتي ينتمي إلى جنس الدبيق من الفصيلة الخيمية.

## الموئل والانتشار
موطن هذا النوع بلاد الشام ومصر والمغرب العربي وقبرص وتركيا.

## مرادفات للاسم العلمي
- (باللاتينية: Bupleurum mareoticum Delile ex DC.)
- (باللاتينية: Bupleurum minimum E.D.Clarke)